# Campeonato de la División III de Baloncesto Masculino de la NCAA
El Campeonato de la División III de Baloncesto Masculino de la NCAA (en inglés, NCAA Men's Division III Basketball Championship es un torneo de baloncesto universitario de eliminación directa disputado anualmente desde 1975 en los Estados Unidos, en el que participan 61 equipos universitarios. Desde 2019, las semifinales y la final del torneo masculino de la División III de la NCAA se disputa en el Allen County War Memorial Coliseum en Fort Wayne (Indiana). El juego de campeonato de 2020 debía realizarse en State Farm Arena en Atlanta, pero ese torneo se canceló en progreso debido a problemas de COVID-19.

## Campeones
| Año  | Campeón | Resultado | Subcampeón |
| ---- | --- | --- | --- |
| 1975 | LeMoyne-Owen College | 57-54 | Glassboro State |
| 1976 | Universidad de Scranton | 60-57 (pr.) | Wittenberg |
| 1977 | Universidad de Wittenberg | 79-66 | Universidad Estatal de Nueva York en Oneonta                                                                                    |
| 1978 | Universidad de North Park | 69-57 | Universidad Widener |
| 1979 | Universidad de North Park | 66-62 | Universidad Estatal de Nueva York en Potsdam                                                                                    |
| 1980 | Universidad de North Park | 83-76 | Upsala College |
| 1981 | Universidad Estatal de Nueva York en Potsdam                                                                                    | 67-65 (pr.) | Augustana College |
| 1982 | Wabash College | 83-62 | Universidad Estatal de Nueva York en Potsdam                                                                                    |
| 1983 | Universidad de Scranton | 64-63 | Universidad de Wittenberg |
| 1984 | Universidad de Wisconsin-Whitewater                                                                                             | 103-86 | Universidad Clark |
| 1985 | Universidad de North Park | 72-71 | Universidad Estatal de Nueva York en Potsdam                                                                                    |
| 1986 | Universidad Estatal de Nueva York en Potsdam                                                                                    | 76-73 | LeMoyne–Owen College |
| 1987 | Universidad de North Park | 106-100 | Universidad Clark |
| 1988 | Universidad Wesleyana de Ohio                                                                                                   | 92-70 | Universidad de Scranton |
| 1989 | Universidad de Wisconsin-Whitewater                                                                                             | 94-86 | Trenton State |
| 1990 | Universidad de Rochester | 43-42 | Universidad DePauw |
| 1991 | Universidad de Wisconsin-Platteville                                                                                            | 81-74 | Franklin and Marshall College                                                                                                   |
| 1992 | Calvin College | 62-49 | Universidad de Rochester |
| 1993 | Universidad Norteña de Ohio | 71-68 | Augustana College |
| 1994 | Lebanon Valley College | 66-59 (pr.) | Universidad de Nueva York |
| 1995 | Universidad de Wisconsin-Platteville                                                                                            | 69-55 | Manchester College |
| 1996 | Universidad Rowan | 100-93 | Hope College |
| 1997 | Universidad Wesleyana de Illinois                                                                                               | 89-86 | Universidad Wesleyana de Nebraska                                                                                               |
| 1998 | Universidad de Wisconsin-Platteville                                                                                            | 69-56 | Hope College |
| 1999 | Universidad de Wisconsin-Platteville                                                                                            | 76-75 (2OT) | Hampden-Sydney College |
| 2000 | Calvin College | 79-74 | Universidad de Wisconsin–Eau Claire                                                                                             |
| 2001 | Universidad Católica | 76-62 | Universidad William Paterson |
| 2002 | Otterbein College | 102-83 | Elizabethtown College |
| 2003 | Williams College | 67-65 | Gustavus Adolphus College |
| 2004 | Universidad de Wisconsin–Stevens Point                                                                                          | 84-82 | Williams College |
| 2005 | Universidad de Wisconsin–Stevens Point                                                                                          | 73-49 | Universidad de Rochester |
| 2006 | Virginia Wesleyan College | 59-56 | Universidad de Wittenberg |
| 2007 | Amherst College | 80-67 | Virginia Wesleyan College |
| 2008 | Universidad Washington | 90-68 | Amherst College |
| 2009 | Universidad Washington | 61-52 | Richard Stockton College of New Jersey                                                                                          |
| 2010 | Universidad de Wisconsin–Stevens Point                                                                                          | 78-73 | Williams College |
| 2011 | Universidad de Santo Tomás | 78-54 | College of Wooster |
| 2012 | Universidad de Wisconsin–Whitewater                                                                                             | 63–60 | Cabrini College |
| 2013 | Amherst College | 87-70 | Universidad de Mary Hardin–Baylor                                                                                               |
| 2014 | Universidad de Wisconsin–Whitewater                                                                                             | 75-73 | Williams College |
| 2015 | Universidad de Wisconsin–Stevens Point                                                                                          | 70-54 | Augustana College |
| 2016 | Universidad de Santo Tomás | 82-76 | Universidad Benedictina |
| 2017 | Babson College | 79-78 | Augustana College |
| 2018 | Nebraska Wesleyan University | 78-72 | Universidad de Wisconsin–Oshkosh                                                                                                |
| 2019 | Universidad de Wisconsin–Oshkosh                                                                                                | 96-82 | Swarthmore College |
| 2020 | Abandonado en proceso (COVID-19)                                                                                                | Abandonado en proceso (COVID-19)                                                                                                | Abandonado en proceso (COVID-19)                                                                                                |
| 2021 | No se celebró ningún torneo; la mayoría de los miembros de la División III no jugaron en 2020-21 debido a problemas de COVID-19 | No se celebró ningún torneo; la mayoría de los miembros de la División III no jugaron en 2020-21 debido a problemas de COVID-19 | No se celebró ningún torneo; la mayoría de los miembros de la División III no jugaron en 2020-21 debido a problemas de COVID-19 |
| 2022 | Randolph-Macon | 75-45 | Elmhurst |
| 2023 | Christopher Newport | 74-72 | Mount Union |
| 2024 | Trine | 69-61 | Hampden–Sydney |

## Palmarés
Universidades con mayor número de títulos
| Universidad                            | Títulos |
| -------------------------------------- | ------- |
| Universidad de North Park              | 5       |
| Universidad de Wisconsin–Platteville   | 4       |
| Universidad de Wisconsin–Stevens Point | 4       |
| Universidad de Wisconsin–Whitewater    | 4       |

## Sedes
- Reading (Pensilvania) 1975-1976
- Rock Island (Illinois) 1977-1981
- Grand Rapids (Míchigan) 1982-1988
- Springfield (Ohio) 1989-1992
- Buffalo (Nueva York) 1993-1995
- Salem (Virginia) 1996-2012
- Atlanta 2013 (solo juego de campeonato)
- Salem (Virginia) 2013 (semifinales), 2014-2018
- Fort Wayne (Indiana) 2019, 2022–2026